# Herb powiatu elbląskiego
Herb powiatu elbląskiego – jeden z symboli powiatu elbląskiego, ustanowiony 26 września 2003.

## Wygląd i symbolika
Herb przedstawia na tarczy czerwonym polu złotą kogę z wydętym srebrnym żaglem. Na maszcie umieszczono tarczę z herbem Elbląga.